# Acanthogorgia candida
Acanthogorgia candida is een zachte koraalsoort uit de familie Acanthogorgiidae. De koraalsoort komt uit het geslacht Acanthogorgia. Acanthogorgia candida werd in 1909 voor het eerst wetenschappelijk beschreven door Kükenthal. 